# Вулиця Антона Цедіка
Ву́лиця Анто́на Це́діка — вулиця в Шевченківському районі міста Києва, місцевість Шулявка. Пролягає від вулиці Олександра Довженка до кінця забудови.
Прилучаються вулиці Петра Нестерова, Василя Макуха та Євгенії Мірошниченко.

## Історія
Вулиця виникла в середині XX століття. З 1957 року мала назву вулиця Ежена Потьє, на честь французького поета, автора тексту «Інтернаціоналу» Ежена Потьє.
Сучасна назва на честь Антона Цедіка, загиблого учасника АТО — з 2017 року.

## Пам'ятники та меморіальні дошки
- буд. № 11/6 — до 2018 року висіла анотаційна дошка на честь Ежена Потьє, чиїм ім'ям за радянських часів було названо вулицю.
- буд. № 16 — пам'ятник В. І. Лучицькому (1877–1949), засновникові геологічної служби України.

## Установи та заклади
- Дослідний хлібозавод ВАТ «Київхліб» (буд. № 4)
- Завод безалкогольних виробів «Росинка» (буд. № 6)
- Інститут фармакології та токсикології НАМН України (буд. № 14)
- Державний геологічний фонд України (буд. № 16)
- Стадіон «Економіст» (буд. № 18)